# Sierras subandinas
Las sierras Subandinas son un sistema montañoso del norte de Argentina, constituido por una serie de cordones serranos paralelos entre sí, que corren en sentido noreste - suroeste, entre la Cordillera Oriental y la llanura Chaqueña, a lo largo de las provincias de Salta, Jujuy y Tucumán, desde la frontera con Bolivia en el norte, hasta el valle del río Salí, en su extremo sur

## Generalidades
Formadas durante la era u orogenia terciaria, presentan una pendiente occidental abrupta y una pendiente oriental más suave, producto de los movimientos tectónicos que empujaron desde el oeste durante la formación de la Cordillera de los Andes. Los distintos cordones se disponen paralelos entre sí y están interrumpidos por una serie de valles denominados puertas, excavados por los ríos Bermejo, San Francisco y Pasaje o Juramento, entre otros.
Se trata de sierras bajas, con alturas que predominan entre los 1500 y 2500 m s. n. m., presentando alturas mayores en la parte central del sistema, culminando en el cerro Crestón de 3370 m s. n. m. Sin embargo su altura es suficiente para frenar el avance del aire húmedo procedente del este, provocando excesivas lluvias orográficas. Este factor junto con el clima tropical de la zona determinan la existencia de una abundante vegetación selvática en las faldas orientales, denominada Selva Tucumana - jujeña o Yungas, protegida mediante el parque nacional Calilegua en Jujuy y el parque nacional Baritú, el parque nacional El Rey y la reserva provincial Valle del Acambuco, todos en Salta.

## Economía
Las formaciones sedimentarias de la región son ricas en yacimientos de d y gas natural, formando una de las áreas petroleras más importantes de la Argentina. Además, las sierras presentan abundante riqueza mineral, como en la sierra de Zapla donde se encuentra el yacimiento de hierro homónimo, o la Mina Aguilar(plomo y plata). Los valles excavados por los ríos han sido aprovechados para la construcción de centrales hidroeléctricas, generando embalses que almacenan agua para consumo humano, riego y la producción de energía, como el de los diques de Itiyuro sobre el río homónimo, El Tunal sobre el río Pasaje, y Los Sauces y Las Colas, ambos sobre el río Urueña.

## Cordones serranos
De norte a sur, los distintos cordones que componen el sistema son:
En la provincia de Salta,
- Del Alto Río Seco o Cumbres de San Antonio
- Tartagal
- de los Cinco Picachos
- de las Pavas
- del Divisadero
- del Pescado
- del Astillero
- del Cerro Negro
- Baja de Orán

- de la Mesada
- Santa María

En la provincia de Jujuy,
- Calilegua
- Zapla
- Santa Bárbara
- de la Ronda
- del Centinela (donde se encuentra la altura máxima, el cerro Crestón de 3.370 m s. n. m.)

Formando el límite entre Salta y Jujuy,
- Maíz Gordo
- Cresta de Gallo

Nuevamente en la provincia de Salta,
- del Piquete
- González
- Colorada
- de la Candelaria o Castillejos

En la provincia de Tucumán,
- De Medina
- Del Nogalito
- De las Botijas
- Del Campo o Burruyacúes
- De la Ramada

- Datos: Q6128065